# Mighty High
Albums de Gov't Mule
High & Mighty
(2006) By a Thread
(2009)
Mighty High est un album du groupe de rock américain Gov't Mule. Il est sorti le 16 octobre 2007 sur le label ATO Records et a été produit par Warren Haynes et Geordie Johnson. Il comprend des morceaux inédits, ainsi que des versions reggae et dub de classiques du groupe.

## Historique
Cet album a été enregistré principalement dans les Pedernales Recording Studios d'Austin au Texas. Trois titres (Play with Fire, Hard To Handle et Hard To Dubya) furent enregistrés lors du concert donné par le groupe le 31 décembre 2006 au Beacon Theatre de New York.
Il se classa brièvement (1 semaine à la 106e place) dans les charts du Billboard 200 et pendant 2 semaines dans le classement du Billboard des albums parus sur un label indépendant (9e place).
La première édition américaine, lorsqu'elle était achetée en précommande, était accompagnée d'un disque supplémentaire : Mix Picks vol. 1, regroupant huit morceaux enregistrés lors de différents concerts entre 2002 et 2004.

## Musiciens du groupe
- Warren Haynes: chant, guitares.
- Matt Abst : batterie, percussions.
- Andy Hess : basse.
- Danny Louis : claviers, guitare, trompette, chœurs.

## Musiciens additionnels
- Willi Williams : chant.
- Michael Franti : chant.
- Toots Hibbert : chant.
- Geordie Johnson : guitare rythmique.
- Pamela Fleming : trompette.
- Buford O'Sullivan : trombone.
- Elaine Caswell & Machan Caswell : chœurs

## Liste des titres
| No  | Titre                    | Auteur                                       | Invité spécial au chant | Durée |
| --- | ------------------------ | -------------------------------------------- | ----------------------- | ----- |
| 1.  | I'm a Ram (original mix) | Al Green / Lewis Hodges                      |                         | 7:41  |
| 2.  | Rebel with a Cause       | Warren Haynes / Willi Williams               | Willi Williams          | 4:28  |
| 3.  | Horseflies               | Haynes                                       |                         | 4:14  |
| 4.  | The Shape I'm In         | Robbie Robertson                             |                         | 7:48  |
| 5.  | Play With Fire           | Nanker Phelge                                | Michael Franti          | 7:32  |
| 6.  | Hard to Handle           | Otis Redding / Al Bell / Allen Jones         | Toots Hibbert           | 4:10  |
| 7.  | Hard to Dubya            | Redding / Bell / Jones                       |                         | 3:46  |
| 8.  | Unblow Your Horn         | Haynes                                       |                         | 4:41  |
| 9.  | Unthrow that Spear       | Haynes / Franti                              | Michael Franti          | 2:34  |
| 10. | So Ram, So Rong          | Gov't Mule / Geordie Johnson / Green /Hodges |                         | 5:11  |
| 11. | Outta Shape              | Gov't Mule / Johnson                         |                         | 4:38  |
| 12. | Reblow Your Mind         | Haynes                                       |                         | 4:43  |
| 13. | Plasticine Era           | Gov't Mule/Johnson/ Green/Hodges             | Willi Williams          | 5:21  |

## Charts
| Pays       | Chart              | Durée du classement | Meilleur classement |
| ---------- | ------------------ | ------------------- | ------------------- |
| États-Unis | Billboard 200      | 1 semaine           | 106e                |
| États-Unis | Independent Albums | 2 semaines          | 9e                  |